# Ermita de San Antonio de la Florida

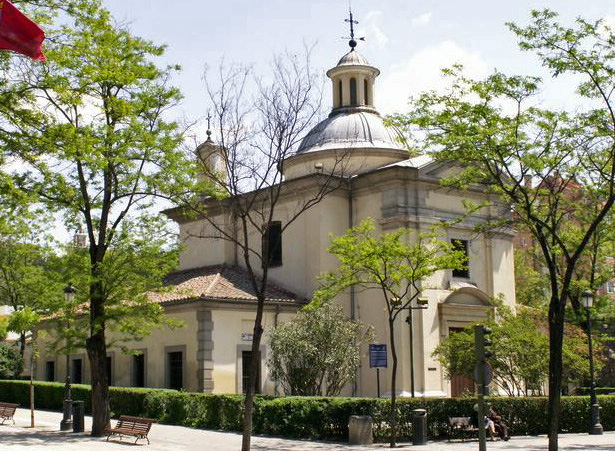
San Antonio de la Florida

De Ermita de San Antonio de la Florida (ook bekend als Real Ermita de San Antonio de la Florida) is een kerk in Madrid, gelegen aan het plein met dezelfde naam. De kerk wordt beschouwd als de enige overlevende van de drie hermitages gewijd aan de heilige Antonius die ooit aan de rand van Madrid stonden.
De kerk staat op de locatie waar in de jaren 30 van de 18e eeuw al twee andere kapellen waren gebouwd. Deze stonden op een stuk land dat 'La Florida' heette, naar de gelijknamige boerderij. Koning Karel IV liet de huidige kerk bouwen tussen 1792 en 1798 onder leiding van Felipe Fontana. Goya en zijn assistent Asensio Juliá maakten de fresco's.
De hermitage is in 1905 erkend als een Spaans historisch-artistiek monument.
In 1919 zijn de stoffelijke resten van Goya vanuit Bordeaux overgebracht naar de kerk. Opmerkelijk is dat het hoofd van Goya ontbreekt.
In 1928 werd naast de kerk een identiek gebouw opgetrokken zodat de originele kerk tot een museum kon worden omgevormd. De stoffelijke resten van Goya werden overgebracht naar het nieuwe gebouw.
Op 13 juni vindt de jaarlijkse pelgrimage plaats van jonge ongetrouwde vrouwen die in hun gebed aan de heilige Antonius vragen om een huwelijkspartner.

## Fresco's
De fresco's van Goya zijn in 1798 in een periode van 6 maanden voltooid. De fresco's tonen de wonderen die door Antonius zijn verricht. Op het plafond van de hoofdkoepel staat Antonius afgebeeld die een man uit de dood doet herrijzen zodat hij zijn vader, die valselijk van moord was beschuldigd, kon vrijpleiten. In plaats van in 13e-eeuws Lissabon liet Goya de gebeurtenis afspelen tegen een achtergrond van 18e-eeuws Madrid.